# Edénynyaláb
A legtöbb hajtásos növény szerveiben a szállítószövet elkülönült kötegekbe szerveződik. Ezeket a kötegeket edénynyaláboknak (fasciculus) hívjuk. Az edénynyalábok típusait háncs- és farészeik kapcsolódásának módja alapján különböztetjük meg. Ezek a típusok gyakran egész rendszertani kategóriákra jellemzők.

## Az edénynyalábok típusai

### Egyszerű edénynyalábok
Egyszerű az edénynyaláb, ha a fa- és a háncselemek külön nyalábokba szerveződnek. Ez a típus az egyszikűek gyökerében és a kétszikűek fiatal gyökerében fordul elő. A kétszikűekben egyenként 2–6 háncs- és fanyaláb, az egyszikűekben ennél is több fejlődik ki. Az egyszerű edénynyalábok rendszerint sugárirányban rendeződnek el, szerkezetüket sugarasnak, illetve radiálisnak nevezik.

### Összetett edénynyalábok
Az összetett edénynyalábokban a háncs- és a farész elemei egymás mellett helyezkednek el. Alábbi altípusaikat különböztetjük meg:
- Kollaterális nyílt a szállítónyaláb, ha egy-egy, kambiummal összekapcsolt fa- és háncsrészből áll. Jellemzően ilyenek a kétszikű növények nyalábjai.
- A kollaterális zárt szállítónyaláb is egy-egy fa- és háncsrészből áll, de nincs közöttük kambium. Az ilyen nyalábban nem jöhetnek létre másodlagos elemek. Ilyen edénynyalábjuk van az egyszikűeknek, a zsurlóknak és egyes boglárkaféléknek, valamint a másodlagosan nem vastagodó szerveknek (például a leveleknek és a virágok belőlük levezethető alkotórészeinek).
- Kétoldali (bikollaterális) az olyan nyaláb, amelynek farészét kívül és belül is háncsrész övezi. A fa- és a háncsrészek között kambium működhet. Jellemzően ilyenek az edénynyalábok a kabakosok és a burgonyafélék családjában, valamint a mirtuszvirágúak rendjében.
- Koncentrikus (körkörös) a szállítónyaláb, ha egyik alkotója körbeveszi a másikat.
  - A leptocentrikus (amfivazális) edénynyalábban a farész van kívül (mint például a gyöngyvirág rizómájában),
  - a hadrocentrikus (amfikribrális) típusban pedig a háncs (mint például a páfrányok gyöktörzsében). A koncentrikus edénynyalábokban nincs kambium.
- Lemezes a szállítónyaláb, ha annak fa- és háncsrészei váltakozva, párhuzamos lemezekben helyezkednek el. Ez a típus ősi növénycsoportokban, mint például a korpafüvek szárában fordul elő.

## Környezete
Az edénynyalábok körül rendszerint parenchimatikus vagy szkelenchimatikus sejtekből álló nyalábhüvely alakul ki a tápanyagok oldalirányú szállítása és a növény szilárdítása érdekében.
- Az ősibb növényekben a szállítószövet teljesen kitölti a központi hengert úgy, hogy a farész belül van, a háncsrész pedig kívül. Az ilyen központi henger neve protosztéle.

A protosztéle három típusa:
- - A legegyszerűbb a haplosztéle, amelyben a xilém összefüggő hengert alkot (mint például a csipkeharasztokban).
  - Az aktinosztéle keresztmetszete csillag formájú –  mint például a harasztok közé tartozó trópusi epifiton Psilotum fajokban
  - A hosszanti, egymással helyenként összekötött lemezekre hasadt protosztéle neve plektosztéle (ilyent találunk például a korpafüvekben).
- A később kialakult harasztokban és a magvas növényekben a központi henger belsejét bélszövet tölti ki, és ezt veszi körül a szállítószövet: ez a szifonosztéle.
  - az ektofloikus szifonosztélében a szállítószövet kívül háncs-, belül pedig fa,
  - az amfifloikus szifonosztélében a farészt kívülről és belülről is háncsrész övezi.

A szifonosztéle lehet összefüggő henger vagy nyalábok hálózata. A nyalábok közötti teret parenchima szövet tölti ki; a levelek kilépési helyei (az ún. levélnyomnyalábok) fölötti parenchimaszövet a levélrés (lacuna).
- Az eusztéle összetett edénynyalábjai az az ektofloikus szifonosztéléből keletkeztek. A bikollaterális edénynyalábok ezekből (és nem a kezdetleges felépítésű amfifloikus szifonosztéléből) jöhettek létre másodlagos specializálódással. Az eusztélében az edénynyalábok összeköttetésben vannak egymással – de nincsenek összeköttetések az egyszikűek szórt edénynyalábjai között: ezek együttese az ataktosztéle.